# Polska Agencja Prasowa
Die Polska Agencja Prasowa  (kurz PAP, dt. Polnische Presseagentur) ist die staatliche Nachrichtenagentur der Republik Polen. Sie ist gesetzlich verpflichtet, über die Arbeit der polnischen Staatsorgane wie des Sejm und des Senates zu berichten. Seit 2016 untersteht sie dem Nationalen Medienrat.

## Geschichte
Die heutige PAP geht auf mehrere Vorgängerorganisationen zurück, die im Polen der Vorwendezeit bestanden.
Nach der Wiedererlangung der polnischen Unabhängigkeit gründeten am 31. Oktober 1918 zunächst Journalisten aus Krakau und Lemberg die Polska Agencja Telegraficzna (kurz PAT, dt. Polnische Fernschreiberagentur). Eine Woche später wurde sie unter Premier Ignacy Daszyński zur offiziellen Nachrichtenagentur der polnischen Regierung erklärt. Ab 1928 wurde unter dem Titel Kroniki Filmowe PAT eine eigene Wochenschau produziert. Nach der Besetzung Polens durch die Sowjetunion verließ die Geschäftsführung der PAT am 17. September 1939 das Land und gründete zunächst in Paris und anschließend in London ein Auslandsbüro. Nach der Wende in Polen stellte die PAT ihre Tätigkeit 1991 ein.
Am 10. März 1944 gründete die prosowjetische Organisation Związek Patriotów Polskich (kurz ZPP, dt. Vereinigung Polnischer Patrioten) in Moskau die Nachrichtenagentur Polpress. Nach dem Ende des Zweiten Weltkrieges verlegte sie ihr Büro nach Warschau und fungierte fortan als offiziellen Nachrichtenagentur des kommunistischen Regimes in der 1952 konstituierten Volksrepublik Polen. In der Folge wurde ihr Name in Polska Agencja Prasowa  (kurz PAP, dt. Polnische Presseagentur) umgewandelt.
Seit 1958 richtet die PAP eine Wahl zu Europas Sportler des Jahres aus. Ab 1989 erfuhr auch die PAP im Zuge des politischen Systemwechsels zahlreiche personelle und strukturelle Veränderungen. 1999 startete mit dem Dziennik Internetowy PAP die erste Onlinezeitung Polens.
Unter der nationalkonservativen Regierung Polens wurde im Juni 2016 der sogenannte Nationale Medienrat gegründet. Er beaufsichtigt seit dem, neben den öffentlich-rechtlichen Fernsehsendern der Gruppe TVP und den Hörfunksendern der Gruppe PR, auch die PAP.
Die PAP betreibt die englischsprachige Website The First News.
Für 2019 kündigte die Polnische Presseagentur an, ihr Korrespondentennetz auf weitere Länder in Europa, dem Kaukasus, Lateinamerika und Südostasien auszuweiten.